# 柳波
柳波（英語：Poppy Liu）是一名華裔美國女演員、活動家和詩人，因在情景喜劇《晨邊社區》和《天后與草莓》中的角色而知名。

## 早期生活和教育
柳波出生於中國西安。她們全家在她兩歲時搬到明尼蘇達州，她的父親是一位工程教授，獲得第二個博士學位。在此期間，她的母親參加計算機編程的夜間課程，並在酒店和麥當勞工作。柳波14歲時，全家搬回中國，她在上海的一所美國學校上學。在這裡，柳波培養了她對表演的早期興趣，包括中國舞蹈、芭蕾舞和戲劇。
柳波就讀於柯蓋德大學，主修婦女研究和戲劇。

## 職業生涯
畢業後，柳波成立製作公司Collective Sex，專注於去殖民化的故事和消除圍繞性和身份的恥辱。2018年，她執導的短片《Names of Women》在紐約首次亮相，還在全國的大學校園和生殖機構進行了巡演。這部電影是由一個全女性的劇組所製作，基於一個真實的墮胎故事。
2019年，柳波在NBC情景喜劇《晨邊社區》中擔任主演，該劇在四集後移至Hulu。柳波還在《紐約新醫革命》、《法網遊龍：特案組》和《絕命律師》中出演。她在2021年HBO Max情景喜劇《天后與草莓》中飾演一個富有的喜劇演員的21點發牌員，並在2021年Paramount+情景喜劇《愛卡莉》中飾演一個常設角色。

## 個人生活
柳波是一名導樂，為有色人種的婦女和跨性別人士提供免費服務。Ta是酷兒和非二元性别者，並使用ta/她的代名詞。
2019年，《倡導》雜誌將柳波評為他們的「驕傲冠軍」之一。2022年6月，柳波宣布她正在期待她的第一個孩子，同時描述她2015年的墮胎故事，並重申了生殖正義的重要性。

## 影視作品

### 電影
| 年份 | 標題                       | 角色       | 備註     |
| ---- | -------------------------- | ---------- | -------- |
| 2018 | 《Summon》                 | Mannequin  | 短篇電影 |
| 2019 | 《Safe Among Stars》       | Jia        | 短篇電影 |
| 2020 | 《Flourish》               | Lazer      | 短篇電影 |
| 2020 | 《To Do》                  | Steph      | 短篇電影 |
| 2020 | 《Certified Black Genius》 | Maisa      | 短篇電影 |
| 2024 | 《老虎的學徒》             | 蛇（配音） |          |

### 電視劇
| 年份     | 標題                 | 角色              | 備註              |
| -------- | -------------------- | ----------------- | ----------------- |
| 2018     | 《紐約新醫革命》     | Amy Chiang        | 1集               |
| 2018－19 | 《Mercy Mistress》   | Mistress Yin      | 主要角色；9集     |
| 2019     | 《法網遊龍：特案組》 | Hannah Berkowitz  | 1集               |
| 2019     | 《晨邊社區》         | Mei Lin           | 主要角色；11集    |
| 2020－22 | 《絕命律師》         | Jo                | 4集               |
| 2021－22 | 《天后與草莓》       | 琪琪              | 常設角色：8集     |
| 2021－22 | 《愛卡莉》           | Double Dutch      | 4集               |
| 2022     | 《娃娃臉》           | Lotus Dragon Bebe | 1集               |
| 2022     | 《行屍傳說》         | Amy               | 1集               |
| 2022     | 《良辰不吉日》       | Mitzi             | 2集               |
| 2023     | 《帝國時代2》        | Ehri Khan         | 1集               |
| 2023     | 《孽扣》             | Greta             | 主要角色          |
| 2023     | 《西遊ABC》          | 鐵扇公主          | 常設角色；3集     |
| 2023     | 《續攤真要命》       | Grace Zhu         | 主要角色（第2季） |
| TBA      | 《No Good Deed》     | Sarah             |                   |

## 外部連結
- 官方網站 （页面存档备份，存于）
- 柳波在互联网电影资料库（IMDb）上的資料（英文）